# Ami shakushi

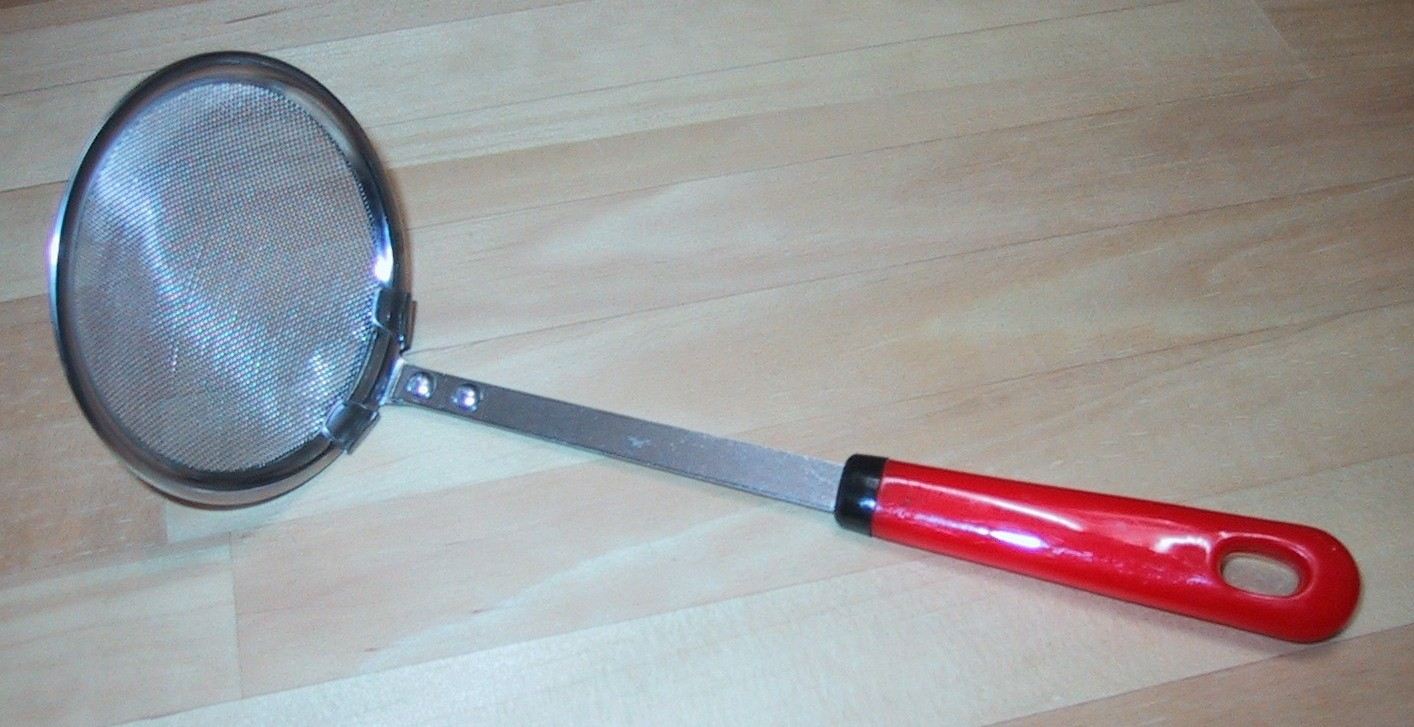
Ami shakushi.

El ami shakushi (網杓子?) es una espumadera, con paleta de red como la de los coladores, usada en la cocina japonesa. Está hecha de una fina malla y se usa para eliminar pequeñas partes de comida o impurezas de un líquido. Por ejemplo, cuando se fríe es usado para quitar pequeños pedazos de pasta cuando se prepara el tempura. Otro ejemplo puede ser quitar la espuma de una sopa miso para hacerlo más estético.
- Datos: Q617286